# 술자리 게임
술자리 게임은 술을 먹을 때 하는 오락이다. 놀이의 목적은 주로 술에 빨리 취하기 위해서이나, 친목도모를 위한 경우도 많다. 이러한 술 게임은 판단력과 제어력을 상실시켜 급성 알콜 중독을 유발할 수 있다. 이러한 이유로, 몇몇 미국 대학에서는 술 게임이 금지되었다. 그러한 단점에도, 술게임을 하는 이유는 비교적 빠른 속도로 친밀감을 형성하는 경우가 많기 때문이다.